# Зайцев, Николай Александрович (горняк)
Николай Александрович За́йцев (1902—1965) — начальник комбината «Артёмуголь».

## Биография
Родился в 1902 году в деревне Любница (ныне Валдайский район, Новгородская область) в крестьянской семье. Русский. В 1920 году по окончании средней школы в Старой Руссе поступил в Петроградский горный институт.
В 1924—1925 годах, временно оставив учебу, работал на Волховстрое, на ленинградской городской железной дороге. В 1925—1926 годах проходил службу в РККА.
После демобилизации вернулся к учебе в Горном институте, который успешно окончил в 1929 году. Был направлен на работу в Донбасс, где работал на шахтах трестов «Дзержинскуголь» и «Артёмуголь» в должностях начальника вентиляции, заведующего механизацией, главного механика и главного инженера шахты. Затем он назначается главным инженером этих трестов и активно участвует в развитии шахт Центрального района Донбасса до 1941 года.
С началом войны ему пришлось участвовать в разрушении предприятий. В 1942 году был призван в Красную Армию, но вскоре был отозван в распоряжение Наркомата угольной промышленности и был назначен начальником производственно-технического отдела комбината «Молотовуголь». Вскоре получил новое назначение — главным инженером треста «Сталинуголь» (Губаха). Занимался наращиванием добычи угля в Кизеловском бассейне и к концу войны стал главным инженером — заместителем начальника комбината «Молотовуголь».
В мае 1945 года возвращается в Донбасс. Был назначен главным инженером комбината «Артёмуголь». Вложил громадный труд в дело восстановления разрушенной войной угольной промышленности бассейна. За послевоенный период под руководством Н. А. Зайцева шахты Центрального района Донбасса получили большое развитие. На шахтах была проведена реконструкция с увеличением производительности подъемных установок, совершенствованием схем вентиляции и подготовки новых горизонтов, в том числе с пластами, опасными по внезапным выбросам угля и газа. Проведены большие работы в области механизации труда и повышения уровня безопасности.
В 1946 году переведён на должность начальника комбината «Донецкуголь», в 1947 году назначен начальником комбината «Артёмуголь».
В 1951 году защитил кандидатскую диссертацию и стал членом-корреспондентом АН УССР. Проводил научно-исследовательские работы в области изыскания рациональных схем разработки газообильных шахт крутого падения Центрального района Донбасса, подверженных внезапным выбросам угля и газа, в качестве руководителя работы в Институте горного дела АН УССР.

Могила Зайцева на Новодевичьем кладбище Москвы.

В 1953 году было принято решение об объединении комбинатов «Артёмуголь» и «Донецкуголь», и Н. А Зайцева был назначается главным инженером нового объединения. Однако в том же году он перенес серьезное сердечное заболевание. Вследствие этого перевелся на работу в должности директора Донецкого научно-исследовательского угольного института. Продолжилось его сотрудничество с Институтом горного дела АН УССР. В 1955 году был избран по конкурсу на должность заведующего кафедрой «Разработка месторождений полезных ископаемых» горного факультета КПИ.
В это же время, по приглашению министра Л. Г. Мельникова перешел на работу в Министерство строительства предприятий угольной промышленности СССР, заместителем министра. С этого времени жил и работал в Москве.
В новой должности он занимается строительством новых шахт во многих районах страны, и прежде всего в Кузбассе. Участвовал в ликвидации последствий тяжелых аварий, вызванных внезапными выбросами угля и газа, в Карагандинском и Печорском бассейнах.
В связи с ликвидацией министерств и реорганизацией управления промышленностью был переведен на работу в Госплан РСФСР, назначен начальником отдела угольной, торфяной и сланцевой промышленности — членом коллегии Госплана. Отдел фактически выполнял функции отраслевого республиканского министерства.
В 1960 году полностью перешел на работу в ИГДАН имени А. А. Скочинского. Здесь вначале он возглавлял лабораторию организации горного производства, а незадолго перед кончиной — крупнейшее в Институте отделение технологии и механизации подземной добычи угля.
С 1960 года Н. А. Зайцев работал по совместительству председателем Центральной комиссии по борьбе с силикозом. В рамках этой комиссии был выполнен ряд научно-исследовательских работ, сыгравших значительную роль в профилактике этого профессионального заболевания горняков.
Состоял членом горной секции Комитета по Ленинским премиям в области науки и техники, членом Ученого совета ИГДАН имени А. А. Скочинского, членом Научно-технического совета Государственного комитета по топливной промышленности при Госплане СССР, членом редколлегии журнала «Мастер угля».
Генеральный горный директор III ранга.
Умер 21 сентября 1965 года. Похоронен в Москве на Новодевичьем кладбище (участок № 6).

## Награды и премии
- Герой Социалистического Труда (28 августа 1948 года) — за выдающиеся успехи в деле увеличения добычи угля, восстановления и строительства угольных шахт и внедрение передовых методов работы, обеспечивающих значительный рост производительности труда
- два ордена Ленина (1946; 1948)
- орден «Знак Почёта» (1943) — за выполнение заданий правительства по обеспечению оборонных заводов углем
- медали
- знак «Шахтёрская слава» трёх степеней